# Респираторный дистресс-синдром новорождённых
Респираторный дистресс-синдром новорождённых (синонимы: синдром дыхательных расстройств, болезнь гиалиновых мембран), РДСН — тяжёлое расстройство дыхания у недоношенных новорождённых, обусловленное незрелостью лёгких и первичным дефицитом сурфактанта (с англ. — «поверхностно активное вещество»). Обычно формируется в пренатальном и неонатальном периодах развития ребёнка. Как правило, болезнь регистрируется у недоношенных детей (60 % — при 28 недельном сроке гестации, 15—20 % — при сроке 32—36 недель). При рациональном и своевременном лечении младенцев летальность составляет примерно 1 %.

## Этиопатогенез
Заболевание в основном наблюдается у новорождённых детей от матерей с сахарным диабетом, сердечно-сосудистыми заболеваниями, маточными кровотечениями незрелость и/или обусловленное гипоксией нарушение функции клеток, вырабатывающих поверхностно-активное вещество - сурфактант. Способствовать возникновению РДСН может также внутриутробная гипоксия, асфиксия и гиперкапния. Из-за гипоксии и гиперкапнии возможно нарушение лёгочного кровообращения, происходит пропитывание межальвеолярных перегородок серозной жидкостью с просветлением альвеол плазмы. Определённое значение в возникновении РДСН имеет нехватка плазминогена, α2-микроглобулина и развитие локального или диссеминированного свертывания крови.
Все беременные в срок между 22-й и 34-й неделями гестации при наличии угрожающих и начинающихся преждевременных родов рассматриваются как пациентки, которым показана антенатальная профилактика РДСН глюкокортикоидами, способствующая созреванию сурфактанта лёгких плода.
Схемы приема: 2 дозы по 12 мг бетаметазона в/м через 24 ч или 4 дозы по 6 мг дексаметазона в/м через 12 ч;

## Клиническая картина
К ранним признакам РДСН относят:
- одышка с частотой дыхания более 60 в минуту, возникающая в первые минуты или часы жизни;
- экспираторный стон ("хрюкающий выдох") в результате развития компенсаторного спазма голосовой щели на выдохе, препятствующего спадению альвеол;
- западение грудной клетки на вдохе (втяжение мечевидного отростка грудины, подложечной области, межреберий, надключичных ямок) с одновременным раздуванием крыльев носа и щёк.
- цианоз;
- бледность кожных покровов;
- крепитирующие хрипы при аускультации

При прогрессировании болезни нарастают и симптомы: усиливается цианоз, может возникнуть рассеянная крепитация, наблюдается апноэ, пенистые и кровянистые выделения изо рта.   
Для оценки тяжести дыхательных расстройств у недоношенных новорожденных используется шкала Сильвермана.  
Для доношенных  доношенных новорожденных используется шкала Даунса. 
|                                         | Баллы                         |                         |                          |
| --------------------------------------- | ----------------------------- | ----------------------- | ------------------------ |
| Признаки                                | 0                             | 1                       | 2                        |
| Частота дыхания в 1 мин.                | <60                           | 60-80                   | >80                      |
| Цианоз                                  | Нет                           | При FiO2=0,21           | При FiO2=>0.4            |
| Раздувание крыльев носа                 | Нет                           | Еле заметное            | Умеренное или выраженное |
| Затруднённый выдох (экспираторный стон) | Нет                           | Слышен при аускультации | Слышен на расстоянии     |
| Аускультация                            | Дыхание прослушивается хорошо | Дыхание ослабленное     | Дыхание едва слышно      |

Результат оценивают по сумме баллов:
2-3 балла- лёгкое расстройство дыхания;
4-6 баллов- расстройство дыхания средней тяжести;
более 6 баллов — тяжёлое расстройство дыхания.

## Диагностика
Пренатальная диагностика (прогнозирование риска развития РДСН) основана на исследовании липидного спектра околоплодных вод (в крупных специализированных стационарах и региональных перинатальных центрах). Наиболее информативны следующие методы.
1) Коэффициент соотношения лецитина к сфингомиелину (в норме >2). Если коэффициент менее 1, то вероятность развития РДСН около 75%. Коэффициент от 1 до 2 - вероятность развития РДСН 50%. У новорожденных от матерей с сахарным диабетом РДС может развиться при соотношении лецитина к сфингомиелину более 2,0.
2) Уровень насыщенного фосфатидилхолина (в норме более 5 мкмоль/л) или фосфатидилглицерина (в норме более 3 мкмоль/л). Отсутствие или резкое снижение концентрации насыщенного фосфатидилхолина и фосфатидилглицерина в амниотической жидкости свидетельствует о высокой вероятности развития РДСН.
Диагноз основывается на данных анамнеза (факторах риска), клинической картине, результатах рентгенологического исследования.  
Дифференциальную диагностику проводят с сепсисом, пневмонией, транзиторным тахипноэ новорождённых, синдромом аспирации мекония.

## Лечение и прогноз
Лечение респираторного дистресс синдрома новорожденных (РДСН) необходимо начинать как можно раньше. Современное лечение РДСН заключается в введении сурфактанта в трахею ребёнка в первые минуты жизни и использовании респираторной поддержки — СРАР терапии через назальные канюли. «Золотой» первый час жизни позволяет уменьшить тяжесть течения заболевания. Данная методика позволяет минимизировать инвалидизацию ребёнка, улучшает качество жизни.
Куросурф- натуральный сурфактант животного происхождения (добывается из лёгких свиней) для лечения и профилактики РДС у недоношенных новорожденных с доказанной высокой эффективностью и безопасностью. Начальная доза 200 мг/кг. При необходимости применяют дополнительные половинные дозы 100 мг/кг с интервалом 12 часов. При неэффективности респираторной СРАР — терапии показаниями для перевода на традиционную ИВЛ является дыхательный ацидоз: pH ниже 7,2 и pCO2 более 60 мм.рт.ст.; частые (более 4 в час) или глубокие (необходимость в масочной ИВЛ) 2 и более раз в час приступы апноэ. С целью стимуляции регулярного дыхания и предотвращения апноэ используют метилксантины: кофеин- бензоат натрия из расчета 20 мг/кг нагрузочная доза и 5 мг/кг поддерживающая доза каждые 12 часов капать под язык.
Созревание и функциональная способность легких являются критичными для выживания. Основываясь на степени недоношенности, легкие могут быть частично, или полностью незрелыми, и соответственно, не способными обеспечить адекватную дыхательную функцию из-за отсутствия или недостаточного количества, вырабатываемого сурфактанта. В таких ситуациях новорожденному показано проведение сурфактант-заместительной терапии.

## Прогноз
Прогноз в большинстве случаев благоприятный, однако при развитии отечно-геморрагического синдрома и гиалиновых мембранах довольно тяжёлый.